# Northumberland International
Die Northumberland International waren offene internationale Meisterschaften im Badminton in England. Sie waren nach den All England eines der hochrangigsten Badmintonturniere in England. Sie wurden seit den 1920er Jahren des 20. Jahrhunderts ausgetragen. Im neuen Jahrtausend wurde in Northumberland dann ein Juniorenturnier ausgetragen.

## Sieger
| Jahr | Herreneinzel | Dameneinzel    | Herrendoppel                     | Damendoppel                   | Mixed                          |
| ---- | ------------ | -------------- | -------------------------------- | ----------------------------- | ------------------------------ |
| 1980 | Kevin Jolly  | Gillian Gilks  | David Eddy Eddy Sutton           | Barbara Beckett Gillian Gilks | Billy Gilliland Barbara Sutton |
| 1981 | Nick Yates   | Helen Troke    | Andy Goode Gary Scott            | Gillian Clark Barbara Beckett | Dan Travers Christine Heatly   |
| 1983 | Morten Frost | Kirsten Larsen | Thomas Kihlström Stefan Karlsson | Dorte Kjær Nettie Nielsen     | Martin Dew Gillian Gilks       |